# Championnat de Libye de football 1998-1999
Navigation
Saison précédente Saison suivante
La saison 1998-1999 du Championnat de Libye de football est la trente-et-unième édition du championnat de première division libyen. Seize clubs prennent part au championnat organisé par la fédération. Les équipes sont réparties en deux poules où elles rencontrent leurs adversaires deux fois au cours de la saison, à domicile et à l'extérieur. À l'issue de cette première phase, les quatre premiers de chaque groupe jouent la poule pour le titre et les quatre derniers la poule de relégation qui voit les quatre derniers être relégués en Second Division.
C'est le club d'Al Mahalah Tripoli, tenant du titre, qui remporte à nouveau la compétition, après avoir terminé en tête de la poule pour le titre, avec sept points d'avance sur Al Shat Tripoli et neuf sur Al Hilal Benghazi.  C'est le deuxième titre de champion de Libye de l'histoire du club.

## Les clubs participants
| - Al Medina Tripoli - Al Ahly Benghazi - Al Tahaddy Benghazi - Al Mahalah Tripoli - Alakhdhar S.C. - Wefaq Sabratha - Al Olympic Zaouia - Al Wahda Tripoli | - Al Shat Tripoli - Al Nasr Benghazi - Al Hilal Benghazi - Asswehly Sports Club - Al Soukour Tobrouk - Al Murooj - Al Yarmouk Tripoli - Al Intilaaq |

## Compétition
Le classement utilise le barème suivant :
- Victoire : 3 points
- Match nul : 1 point
- Défaite : 0 point

### Première phase

#### Groupe A
| Rang | Équipe              | Pts | J  | G | N | P | Bp | Bc | Diff |
| ---- | ------------------- | --- | -- | - | - | - | -- | -- | ---- |
| 1    | Al Ahly Benghazi    | 31  | 14 | 9 | 4 | 1 | 24 | 7  | +17  |
| 2    | Al Medina Tripoli   | 22  | 14 | 6 | 4 | 4 | 17 | 13 | +4   |
| 3    | Al Olympic Zaouia   | 21  | 14 | 6 | 3 | 5 | 12 | 10 | +2   |
| 4    | Al Tahaddy Benghazi | 21  | 14 | 5 | 6 | 3 | 16 | 15 | +1   |
| 5    | Al Wahda Tripoli    | 21  | 14 | 5 | 6 | 3 | 16 | 13 | +3   |
| 6    | Al Yarmouk Tripoli  | 17  | 14 | 4 | 5 | 5 | 16 | 15 | +1   |
| 7    | Al Murooj           | 11  | 14 | 2 | 5 | 7 | 12 | 20 | -8   |
| 8    | Al Soukour Tobrouk  | 5   | 14 | 0 | 5 | 9 | 7  | 27 | -20  |

| Qualifications et relégations | Qualifications et relégations          |
| ----------------------------- | -------------------------------------- |
|                               | Participation à la poule pour le titre |
|                               | Participation à la poule de relégation |

#### Groupe B
| Rang | Équipe               | Pts | J  | G | N | P  | Bp | Bc | Diff |
| ---- | -------------------- | --- | -- | - | - | -- | -- | -- | ---- |
| 1    | Al Hilal Benghazi    | 27  | 14 | 8 | 3 | 3  | 19 | 10 | +9   |
| 2    | Al Mahalah TripoliT  | 25  | 14 | 8 | 1 | 5  | 22 | 11 | +11  |
| 3    | Al Shat Tripoli      | 23  | 14 | 6 | 5 | 3  | 14 | 9  | +5   |
| 4    | Alakhdhar S.C.       | 20  | 14 | 6 | 2 | 6  | 12 | 15 | -3   |
| 5    | Al Nasr Benghazi     | 20  | 14 | 6 | 3 | 5  | 22 | 16 | +6   |
| 6    | Wefaq Sabratha       | 18  | 14 | 4 | 6 | 4  | 16 | 17 | -1   |
| 7    | Asswehly Sports Club | 14  | 14 | 3 | 5 | 6  | 9  | 14 | -5   |
| 8    | Al Intilaaq          | 6   | 14 | 1 | 3 | 10 | 10 | 30 | -20  |

| Qualifications et relégations | Qualifications et relégations          |
| ----------------------------- | -------------------------------------- |
|                               | Participation à la poule pour le titre |
|                               | Participation à la poule de relégation |
|                               | T : Tenant du titre                    |

### Deuxième phase

#### Poule pour le titre
| Rang | Équipe              | Pts | J  | G | N | P | Bp | Bc | Diff |
| ---- | ------------------- | --- | -- | - | - | - | -- | -- | ---- |
| 1    | Al Mahalah TripoliT | 30  | 13 | 9 | 3 | 1 | 19 | 7  | +12  |
| 2    | Al Shat Tripoli     | 23  | 13 | 7 | 2 | 4 | 15 | 11 | +4   |
| 3    | Al Hilal Benghazi   | 21  | 13 | 5 | 6 | 2 | 9  | 6  | +3   |
| 4    | Alakhdhar S.C.      | 16  | 13 | 3 | 7 | 3 | 10 | 9  | +1   |
| 5    | Al Ahly Benghazi    | 14  | 13 | 3 | 5 | 5 | 20 | 17 | +3   |
| 6    | Al Medina Tripoli   | 14  | 13 | 2 | 8 | 3 | 8  | 15 | -7   |
| 7    | Al Olympic Zaouia   | 11  | 13 | 2 | 5 | 6 | 7  | 14 | -7   |
| 8    | Al Tahaddy Benghazi | 8   | 13 | 2 | 2 | 9 | 8  | 16 | -8   |

| Qualifications et relégations | Qualifications et relégations              |
| ----------------------------- | ------------------------------------------ |
|                               | Qualification pour la Coupe de la CAF 2000 |
|                               | T : Tenant du titre                        |

#### Poule de relégation
| Rang | Équipe               | Pts | J  | G | N | P  | Bp | Bc | Diff |
| ---- | -------------------- | --- | -- | - | - | -- | -- | -- | ---- |
| 1    | Asswehly Sports Club | 28  | 14 | 8 | 4 | 2  | 14 | 6  | +8   |
| 2    | Al Murooj            | 27  | 14 | 8 | 3 | 3  | 21 | 12 | +9   |
| 3    | Al Yarmouk Tripoli   | 26  | 14 | 7 | 5 | 2  | 15 | 6  | +9   |
| 4    | Al Wahda Tripoli     | 21  | 14 | 5 | 6 | 3  | 11 | 6  | +5   |
| 5    | Al Intilaaq          | 17  | 13 | 5 | 2 | 6  | 18 | 11 | +7   |
| 6    | Wefaq Sabratha       | 17  | 14 | 4 | 5 | 5  | 13 | 13 | 0    |
| 7    | Al Nasr Benghazi     | 13  | 13 | 3 | 4 | 6  | 5  | 10 | -5   |
| 8    | Al Soukour Tobrouk   | 1   | 14 | 0 | 1 | 13 | 3  | 36 | -33  |

| Qualifications et relégations | Qualifications et relégations         |
| ----------------------------- | ------------------------------------- |
|                               | Relégation directe en Second Division |

## Bilan de la saison
| Championnat de Libye de football 1998-1999 |                               |
| Champion                                   | Al Mahalah Tripoli (2e titre) |
| Coupes et trophées                         |                               |
| Vainqueur de la Coupe de Libye 1998-1999   | Al Ittihad Tripoli            |
| Qualifications continentales               |                               |
| Ligue des champions de la CAF 2000         | Al Ahly Tripoli               |
| Coupe des Coupes 2000                      | Al Ittihad Tripoli            |
| Coupe de la CAF 2000                       | Al Mahalah Tripoli            |
| Promotions et relégations                  |                               |
| Promus en Premier League                   | Al Ahly Tripoli               |
| Promus en Premier League                   | Al Heyad                      |
| Relégués en Second Division                | Al Intilaaq                   |
| Relégués en Second Division                | Wefaq Sabratha                |
| Relégués en Second Division                | Al Nasr Benghazi              |
| Relégués en Second Division                | Al Soukour Tobrouk            |